# Dimităr Zaprjanov
Dimităr Zaprjanov (in bulgaro Димитър Запрянов?; Opan, 27 gennaio 1960 – 13 luglio 2024) è stato un judoka bulgaro.

## Biografia
Prese parte a due edizioni olimpiche: quella del 1980, dove vinse l'argento, e quella del 1988.
Dimităr Zaprjanov morì il 13 luglio 2024 dopo una lunga malattia, all'età di 64 anni.